# 悟り (ジョン・レノンの曲)
「悟り」(I Found Out) は、ジョン・レノンの楽曲。1970年発表のアルバム『ジョンの魂』に収録された。

## 概要
本曲は、レノンが偽りの偶像や宗教を信仰する世界に対する幻滅を表現したもので、そのような信仰を行うことに対しての警告がなされている。
Classic Rock Reviewは本曲を「暗いがいい曲」とレビューしている。

## レコーディング
レコーディングは1970年の9月27日にロンドンのEMIレコーディング・スタジオで行われた。

## クレジット
- ジョン・レノン - リード・ボーカル、エレクトリック・ギター
- クラウス・フォアマン - ベース
- リンゴ・スター - ドラムス

## カバー
- レッド・ホット・チリ・ペッパーズ - 1995年のトリビュート・アルバム『Working Class Hero: A Tribute to John Lennon』にて、本曲をカバーしている[4]。